# Clephydroneura hainanensis
Clephydroneura hainanensis là một loài ruồi trong họ Asilidae. Clephydroneura hainanensis được Jiang miêu tả năm 1988. Loài này phân bố ở miền Ấn Độ - Mã Lai.